# Plantation (Florida)
Plantation è una città nella contea di Broward, Florida. Al 2006 la popolazione era di 86.138 abitanti. Fa parte della area metropolitana South Florida.
Il nome della città viene dal precedente proprietario del terreno, la Everglades Plantation Company. Il motto ufficiale di Plantation è "The Grass is Greener" (l'erba è più verde). La città subì ingenti danni per l'uragano Wilma nell'ottobre 2005.